# Rosladin

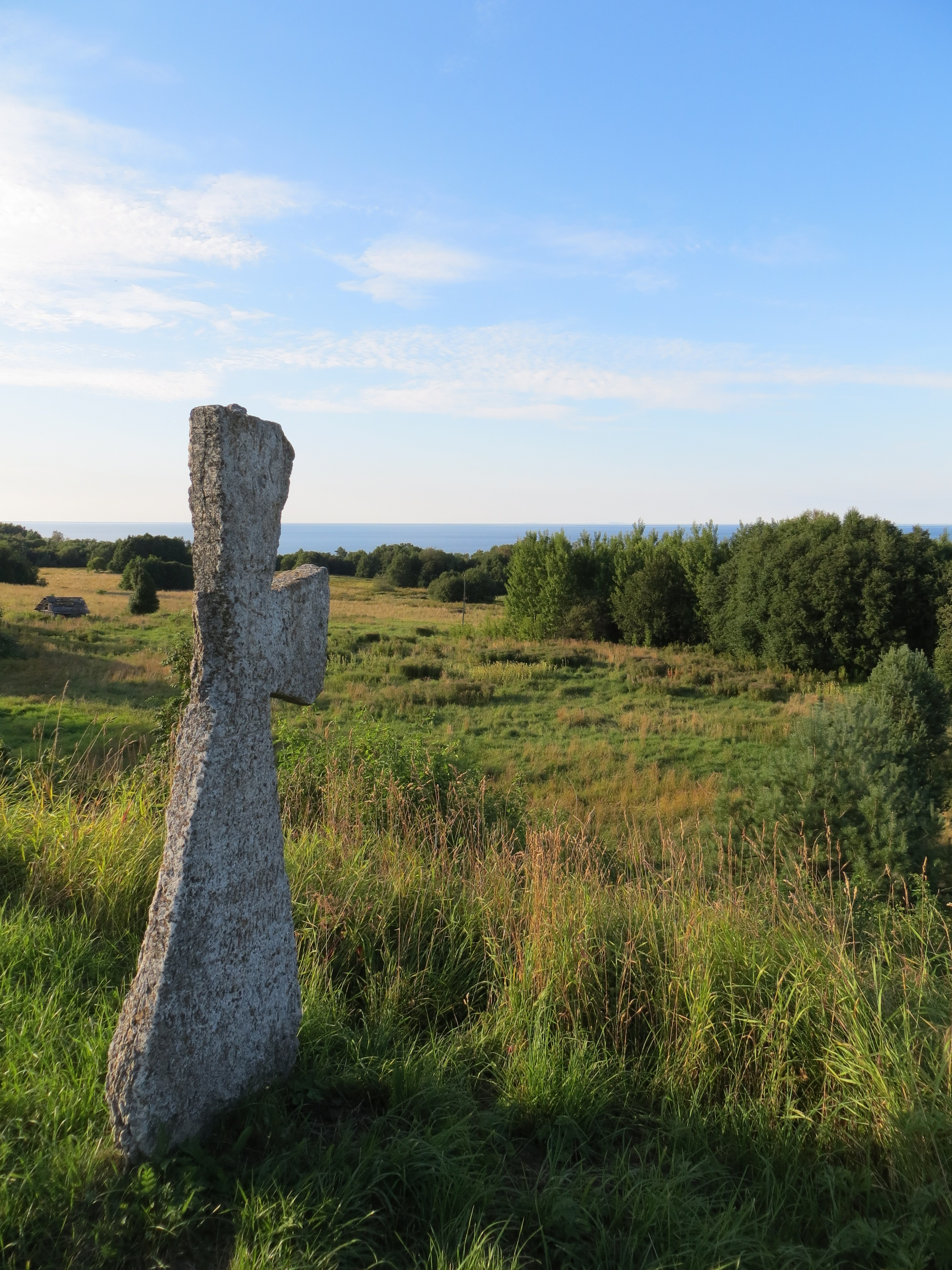
Minnessten (1590) över Vasilij Rosladin i Kõrkküla i Lääne-Virumaa, Estland, med text på kyrkslaviska och tyska.

Rosladin var en svensk adelsätt av ryskt ursprung och en av de så kallade bajorsläkterna. Det är en av de få bajorsläkter som trädde i bestående svensk tjänst redan under Nordiska tjugofemårskriget. Den har karakteriserats som den av de ryska släkterna som stod högst i rang vid tidpunkten för sin övergång i svensk tjänst.
Ätten Rosladin, eller i ursprunglig rysk form Rozládin/Razládin (Розладин/Разладин), var en gren av den inflytelserika ryska adliga ätten Kvasjnin, vars stamfader hade övergått från litauisk till moskovitisk tjänst under första hälften av 1300-talet. I Novgorodområdet befann sig släkten Rozladin sedan Moskvas underkuvande av Republiken Novgorod 1478, då den gamla lokala eliten byttes ut mot en moskovitisk. I svensk tjänst trädde 1582 tre släktmedlemmar, bröderna Vasilij, Pjotr och Fjodor Vladimirovitj Rozladin från Sjelonskaja pjatina och åtminstone Vasilij och Pjotr fick förläningar i Livland. Vasilij Rozladin stupade i Kõrkküla nordväst om Narva 4 februari 1590, Fjodors öde är okänt, men Pjotr gav upphov till den kortlivade svenska adliga ätten Rosladin. I Sverige kan ättens börd ha varit bekant, eftersom Pjotrs son Fritz gifte sig med Christina Arvidsdotter Posse (1602–1666) född i adelsätten Posse, dotter till Arvid Lagesson Posse, och Fritz döttrar bägger gifte sig med svenska friherrar, men detta kan också ha haft att göra med kunglig gunst.
Pjotr (Peter) Rozladin uppges i svenska ättartavlor 1594 ha varit svensk överste, men någon bekräftelse av denna uppgift är inte känd. Han skall ha varit gift med Anna Nasackin, dotter till en annan av de tidiga svenska bajorerna. Fritz Rosladin  (död 1628), som i genealogier anges som deras son, ska ”av konung Carl IX under dess livländska tåg blivit funnen i en rågåker och därifrån avhämtad och uppfostrad” och långt senare i likhet med Wasili Butterlin ha blivit page hos Gustav II Adolf. Det verkar därför inte uteslutet att han var parets adoptivson. Fritz Rosladin var häradshövding i Södra Vedbo härad i Småland och 1628 överste för ett regemente från Norrland.. Han erhöll 1625 svenskt adligt sköldebrev och introducerades på Sveriges riddarhus samma år under nr 9 bland adliga ätter, vilket senare ändrades till nr 45. Han erhöll också förläningar i Ingermanland och Livland. Fritz Rosladin avled 5 augusti 1628 av de skador han fick 7 juli, då de kejserliga trupperna stormade det svenska Stralsund. Ätten slöts då på svärdssidan. På spinnsidan dog den ut med hans dotter Christina (1628–1676), gift med riksrådet friherre Herman Fleming. Hennes syster Brita (1626–1675), var gift med riksskattmästaren friherre Sten Bielke.
En ryttmästare Volmar Rosladin är känd i svensk tjänst 1622–1629 men hans släktskap med övriga svenska ättemedlemmar är obekant.